# هاينز كريستيان شتراخه
هاينز كريستيان شتراخه (بالألمانية: Heinz-Christian Strache )‏ (و. 1969  م) هو سياسي، وفني أسنان نمساوي، ولد في فيينا، هو عضوٌ حزب الحرية النمساوي، ترشح في الانتخابات التشريعية النمساوية 2013 ‏، والانتخابات التشريعية النمساوية 2017.

## فضيحة إبيزا
في مايو 2019، أظهر فيديو مسجل سرًّا موافقة شتراخه في - لقاء في جزيرة إبيزا الإسبانية - على منح عطاءات حكومية لشركة سيدة أعمال روسية في حال شرائها صحيفة نمساوية وتأييدها حزبه من خلال هذه الصحيفة. اعترف شتراخه بحدوث هذا اللقاء لكنه قال أنه كان «اجتماعًا خاصًا خالصًا» في «أجواء عطلة مريحة وغير رسمية تحوطها الثمالة».

## مناصب
تولى منصب Vice-Chancellor of Austria ‏ (منذ 18 ديسمبر 2017)
- عضو المجلس الوطني للنمسا (9 نوفمبر 2017–26 يناير 2018)
- عضو المجلس الوطني للنمسا (30 أكتوبر 2006–)[5]
- chairman of the Freedom Party of Austria ‏ (2005–)[5]
- عضو البرلمان الإقليمي فيينا (1996–2006)[5]
- عضو المجلس الوطني للنمسا.[12]

## روابط خارجية
- هاينز كريستيان شتراخه على موقع IMDb (الإنجليزية)
- هاينز كريستيان شتراخه على موقع الموسوعة البريطانية (الإنجليزية)
- هاينز كريستيان شتراخه على موقع مونزينجر (الألمانية)
- هاينز كريستيان شتراخه على موقع ميوزك برينز (الإنجليزية)
- هاينز كريستيان شتراخه على موقع قاعدة بيانات الفيلم (الإنجليزية)